# Joseph Martin Kraus
Joseph Martin Kraus (født 20. juni 1756, død 15. december 1792) var en tyskfødt komponist. 
Han var fra 1778 bosat i Sverige og fremstår som den betydeligste instrumentalmusikkomponist i Sverige i slutningen af 1700-tallet.
Han skrev symfonier, instrumentalværker, strygekvartetter samt to operaer. En dramatisk fordybelse finder man i hans sørgemusik over Gustav 3. i hans Symphonie funèbre og Begravningskantaten fra 1792.

## Ekstern henvisning
- Internationale Joseph Martin Kraus-Gesellschaft (tysk)

- Wikimedia Commons har flere filer relateret til Joseph Martin Kraus